# Günther Berger (Bildhauer)
Günther Berger (* 14. Februar 1929 in Theresienfeld, Tschechoslowakei; † 1. September 2014 in Frankfurt am Main) war ein deutscher Bildhauer.

## Werdegang
Günther Berger wurde als zweites von drei Kindern in Theresienfeld in der Tschechoslowakei geboren. Der Vater war Lehrer, 1933 zog die Familie nach Dürrseifen, am 16. März 1945 fiel der Vater im Krieg. 1946 wurde die Familie aus der Tschechoslowakei ausgewiesen und ein Teil der Familie zog nach Hohenroth bei Bad Neustadt an der Saale.
Mit dem Ziel später Bildhauer zu werden, absolvierte Günther Berger eine Ausbildung an der Holzschnitzerschule Bischofsheim. Nach der Gesellenprüfung studierte er von 1949 bis 1950 an der Kunst- und Handwerkerschule Würzburg und wechselte 1950 in die Bildhauerklasse der Städelschule u. a. bei Hans Mettel. Während des Studiums, das er erst 1957 beendete, erhielt er den Preis der Martin B.Leisser-Stiftung. 1958 erhielt er vom DAAD ein Reisestipendium für Italien und wurde 1960 Stipendiat der Villa Massimo. Zwischen 1974 und 1979 war er als Dozent an der Städelschule tätig und unterrichtete das Fach Technologie der Bildhauerei, gleichzeitig unterrichtete er ab 1975 auch an der Frankfurter Liebigschule als Kunstlehrer.
Mit dem Maler Dieter Stein stellte er nicht nur mehrmals gemeinsam aus, sondern arbeitete zwischen 1977 und 1999 auch an dem gemeinsamen Werkzyklus „Collagen“.
Sowohl sein Atelier befand sich in Frankfurt-Praunheim, ebenso sein Wohnhaus. Letzteres war ein Siedlungshaus des Neuen Frankfurt.

## Werk
Günther Berger widmete sich sowohl der abstrakten als auch der gegenständlichen Bildhauerei. Er arbeitete in Ton, Beton, Stahl, Aluminium und Papier. Von den Plastiken aus Papier ging er zu den Plastiken aus Blei über. Jede Plastik wird um eine auf die den Proportionen angepasste Stahlplatte als „Aktionsfläche“ ergänzt.
1986 entstanden die ersten „beweglichen Figuren“, indem Günther Berger drei bis fünf frei Formen und Gelenke miteinander verband. Er bezeichnete die Figuren auch als „polymorph“. Die Wandlungsfähigkeit dieser Skulpturen kommentierte 2006 Susanne Ruth im Rahmen der ́Ausstellung „Von Köpfen und Körpern“ des Museums Giersch, wie folgt: ́„Die Vorstellung von permanenter Teilung und Entwicklung führte zuletzt zu den geschlossenen Metallfiguren aus mehreren Teilen, die zahllose Möglichkeiten ausgreifender Bewegung in sich bergen und Proportionsverhältnisse in der Veränderung erkunden.“ ́
Eine Ausstellung mit Werken von Berger 2014 nahm Ulrike Brandenburg vom Wiesbadener Kurier zum Anlass eine Rezension zu schreiben und das Gesamtwerk als „in seiner Grund-struktur konstant innovativ“ zu bezeichnen.
Das Werk von Berger wird in 3–4 Schaffensphasen unterteilt:
- 1960 bis 1969, Eisenplastiken, geschweißt
- 1969 bis 1970, Plastiken aus getriebenem Aluminium
- 1970 bis 1979, Arbeiten in Papier
- Nach 1979 Plastiken aus Blei, ab 1986 entstanden die beweglichen Figuren

### Ausgewählte Werke
- Tänzerin (Bronze), Städel Museum
- Stehendes Mädchen (Terracotta), Städel Museum
- Hersfeld-Preis (Entwurf der Plakette)[3]
- Collagen (1977–1999), gemeinsam mit Dieter Stein
- Zyklus „beweglichen Figuren“ (Veränderbare Skulpturen)
- Köpfe

### Öffentlich zugängliche Werke
Insbesondere seine Großplastiken sind der Öffentlichkeit zugänglich, darunter in: Frankfurt, München, Hanau, Bodenrod, Groß-Karben, Pohlgöns, Seulberg, Marburg, Gießen, Bad Homburg, Wiesbaden, Fulda.
In Institutionen befinden sich Werke z. B. in: Städelmuseum Frankfurt, Städtische Galerie Würzburg, Kunstarchiv Kaiserswerth Düsseldorf, Städtische Sammlung Neu-Ulm, Sammlung Bahnhof Rolandseck, Museum am Dom Würzburg, Kunst- und Literaturarchiv Insel Hombroich, Neuss.

## Ausstellungen und Ausstellungsbeteiligungen
Berger hatte sich an mehreren Ausstellungen des Frankfurter Kunstvereins und des Nassauischen Kunstvereins beteiligt. Geführt wurden seine Werke von den Galerien Dorothea Loehr, Poller, B. Haasner
- „Vier Frankfurter Künstler in Prag“, 1959
- „35 Künstler im Frankfurter Kunstverein“ 1963
- Accademia Tedesca Roma Villa Massimo, 1960
- G. Berger – Plastiken / D. Stein – Bilder u. Zeichnungen, Otto-Richter-Halle, Würzburg 1969
- 2. Triennale Kleinplastik, 1983
- Arp Museum – Bahnhof Rolandseck, 1984
- Museum im Kulturspeicher Würzburg, 1985
- 1822-Forum, 1987
- „Von Köpfen und Körpern“, Museum Giersch, 2006
- Dieter Stein und Freunde, Museum im Kulturspeicher Würzburg, 2014